# Szczęsny Matysowicz Bohumatka
Szczęsny Matysowicz Bohumatka – sędzia grodzki wileński w latach 1599–1603, pisarz grodzki wileński w latach 1591–1599, wyznawca kalwinizmu.
Poseł na sejm zwyczajny 1597 roku z powiatu lidzkiego. Poseł powiatu wileńskiego na sejm 1603 roku. Obecny na sejmiku głównym Wielkiego Księstwa Litewskiego w Słonimie w 1603 roku. Deputat powiatu lidzkiego na Trybunał Główny Wielkiego Księstwa Litewskiego w 1608 roku.